# Pavillon Hanavský
Le Pavillon Hanavsky (en tchèque, Hanavský pavilon; en allemand : Hanau pavilion) est un bâtiment de style néo-baroque situé dans le quartier d'Holešovice à Prague dans le parc Letná, près de la villa Kramář, résidence du Premier ministre tchèque.

## Histoire et description
Le bâtiment est construit en fonte et a initialement été créé comme salon cérémonial pour l'Exposition Nationale de 1891. Il a été dessiné par les architectes Otto Haiser et J. Hercik. Le prince Guillermo Hanavský était le propriétaire du pavillon, d'où son nom. L'édifice, décoré de façon très artistique, a été le premier bâtiment de Prague bâti en fer forgé, ciment et fonte. Après l'Exposition, le Pavillon a été démantelé et le prince Hanavský l'a donné à la ville de Prague. Il a été par la suite déplacé à son emplacement actuel dans le parc Letná, où il a été remonté entre 1967 et 1987.
De nos jours il est utilisé comme restaurant scénique, offrant de magnifiques vues sur la cité.